# 椎谷藩
苅谷藩（日语：／ Kariya-han */?）是日本上總國夷隅郡苅谷的藩，寬永19年閏9月1日（1642年1月31日）創藩，寬文8年12月27日（1669年1月29日）轉移至上總國市原郡八幡而改稱八幡藩（日语：／ Yawata-han */?），元祿11年3月11日（1698年4月21日）再轉移至越後國刈羽郡椎谷而改稱椎谷藩（日语：／ Shīya-han */?），明治4年7月14日（1871年8月29日）廢藩。
石高是10,000石，藩廳先後是苅谷陣屋、八幡陣屋和椎谷陣屋，藩校是修道館，人口是2,303戶10,918人。武家屋敷方面，江戶藩邸上屋敷設於松島町，下屋敷設於今里村。

## 歷史
元和元年（1615年），堀直之由於在大坂之陣建功獲賜武藏國兒玉郡內1,000石作為領地。翌年（1616年）7月，直之獲加增至越後國刈羽郡5,000石以及新田500石，並且在刈羽郡妙法寺村的超願寺設置臨時陣屋。元和5年（1619年），陣屋遷移至刈羽郡椎谷。寬永10年（1633年）4月，他獲加增上總國夷隅郡、埴生郡、市原郡和長柄郡內4,000石，並且將陣屋轉移至夷隅郡苅谷。
寬永19年閏9月1日（1642年1月31日），直之嫡子堀直景繼位。由於他原本已領有2,000石，涵蓋相模國高座郡和下總國香取郡內500石、武藏國高麗郡、上總國埴生郡和下總國香取郡內500石、甲斐國八代郡和山梨郡內1,000石，因此2,000石中的1,500石中由其弟堀直氏繼承，直景則繼承剩餘的500石以及直之的遺領9,500石，以10,000石創建苅谷藩。
寬文8年8月10日（1669年1月29日），直景嫡子堀直良繼位。同年12月27日（1669年1月29日），他將陣屋轉移至市原郡八幡而創立八幡藩。元祿4年4月26日（1691年5月23日），直良長子堀直宥繼任。元祿11年3月11日（1698年4月21日），領地替地至越後國刈羽郡、三島郡和蒲原郡，陣屋也轉移至刈羽郡椎谷的唐箕前而創立椎谷藩。
正德元年7月29日（1711年9月11日），直宥長子堀直央繼位，同年的領地是刈羽郡23村約5,510石、三島郡8村約2,255石和蒲原郡4村約2,244石。正德5年（1715年），他將陣屋轉移至現址的打越。享保5年4月29日（1720年6月4日），直央隱居，由其弟堀直恒繼位。享保15年12月26日（1731年2月2日），直央次子堀直舊作為直恒養子而繼位。延享5年（1748年）6月，直舊病危時雖然獲第八任江戶幕府將軍德川吉宗先後派醫師井上俊良以及小笠原政登前來探病，最終在6月20日（7月15日）死去。寬延元年9月15日（1748年10月7日），直恒次子堀直喜作為直舊養子而繼位。
寬延4年7月16日（1751年9月5日），信濃須坂藩藩主堀直英三子堀直著作為直喜的末期養子而繼位。明和5年6月22日（1768年8月4日），直著嫡子堀直宣繼位。天明元年10月6日（1781年11月21日），直宣之弟堀著朝繼位。天明6年12月（1787年1月或2月），由於天明大饑荒導致米價高騰，椎谷藩的藏米改為以招標形式發售，此舉引發藩領刈羽郡和三島郡內31村的百姓發起名為天明義民事件的一揆，繼而控訴藩政腐敗和對領民實施苛政。
寬政4年7月6日（1792年8月23日），在經過江戶幕府五度討論後，著朝被迫隱居，並且由三河西尾藩藩主松平乗祐三子作為著朝養子而繼位，即堀直起。同年8月24日（10月9日），刈羽郡3村內500石以及三島郡8村和蒲原郡4村總共5,000石作為懲罰雖然被江戶幕府沒收，但是同時也獲賜信濃國水內郡內2村和高井郡內9村5,000石，並且在高井郡六川設置陣屋。文化5年2月22日（1808年3月18日），備前岡山藩藩主池田治政三子作為直起養子而繼位，即堀直溫。文化9年7月10日（1812年8月16日），肥前唐津藩藩主水野忠光三子作為直溫養子而繼位，即堀直哉。文政13年10月25日（1830年12月9日），直哉嫡子堀之敏繼位。安政7年正月15日（1860年2月6日），他就任為若年寄。文久3年2月1日（1863年3月19日），之敏之子堀之美繼位。
戊辰戰爭爆發後，椎谷藩在慶應4年3月15日（1868年4月7日）歸順於新政府軍。同年4月25日（5月17日），椎谷藩派兵前往飯山與衝鋒隊交戰，閏4月27日（6月17日）又在鯨波戰爭與奧羽越列藩同盟的盟軍伊勢桑名藩交戰。5月3日（6月22日），椎谷陣屋被常陸水戶藩兵包圍，其後在5月6日（6月25日）獲薩摩藩和長州藩支援下雖然成功擊退敵軍，但是兩藩在同日傍晚撤軍後又再次遭到水戶藩兵攻擊，陣屋也被焚毀，最終在薩摩藩和長州藩再次支援下，水戶藩兵才敗走。隨著北越戰爭結束，椎谷藩也在明治元年10月7日（1868年11月20日）退兵。明治4年7月14日（1871年8月29日），廢藩置縣。

## 歷任藩主
| 家名 | 家格      | 名稱   | 石高     | 領地 |
| ---- | --------- | ------ | -------- | --- |
| 堀家 | 譜代 陣屋 | 堀直景 | 10,000石 | 越後國刈羽郡 上總國夷隅郡、埴生郡、市原郡和長柄郡 下總國香取郡 武藏國高麗郡                               |
| 堀家 | 譜代 陣屋 | 堀直良 | 10,000石 | 越後國刈羽郡 上總國夷隅郡、埴生郡、市原郡和長柄郡 下總國香取郡 武藏國高麗郡                               |
| 堀家 | 譜代 陣屋 | 堀直宥 | 10,000石 | 越後國刈羽郡 上總國夷隅郡、埴生郡、市原郡和長柄郡 下總國香取郡 武藏國高麗郡↓ 越後國刈羽郡、三島郡和蒲原郡 |
| 堀家 | 譜代 陣屋 | 堀直央 | 10,000石 | 越後國刈羽郡、三島郡和蒲原郡                                                                              |
| 堀家 | 譜代 陣屋 | 堀直恒 | 10,000石 | 越後國刈羽郡、三島郡和蒲原郡                                                                              |
| 堀家 | 譜代 陣屋 | 堀直舊 | 10,000石 | 越後國刈羽郡、三島郡和蒲原郡                                                                              |
| 堀家 | 譜代 陣屋 | 堀直喜 | 10,000石 | 越後國刈羽郡、三島郡和蒲原郡                                                                              |
| 堀家 | 譜代 陣屋 | 堀直著 | 10,000石 | 越後國刈羽郡、三島郡和蒲原郡                                                                              |
| 堀家 | 譜代 陣屋 | 堀直宣 | 10,000石 | 越後國刈羽郡、三島郡和蒲原郡                                                                              |
| 堀家 | 譜代 陣屋 | 堀著朝 | 10,000石 | 越後國刈羽郡、三島郡和蒲原郡↓ 越後國刈羽郡 信濃國水內郡和高井郡                                           |
| 堀家 | 譜代 陣屋 | 堀直起 | 10,000石 | 越後國刈羽郡 信濃國水內郡和高井郡                                                                         |
| 堀家 | 譜代 陣屋 | 堀直溫 | 10,000石 | 越後國刈羽郡 信濃國水內郡和高井郡                                                                         |
| 堀家 | 譜代 陣屋 | 堀直哉 | 10,000石 | 越後國刈羽郡 信濃國水內郡和高井郡                                                                         |
| 堀家 | 譜代 陣屋 | 堀之敏 | 10,000石 | 越後國刈羽郡 信濃國水內郡和高井郡                                                                         |
| 堀家 | 譜代 陣屋 | 堀之美 | 10,000石 | 越後國刈羽郡 信濃國水內郡和高井郡                                                                         |

## 領地
| 令制國 | 郡             | 領地 |
| ------ | -------------- | --- |
| 越後國 | 沼垂郡（23村） | 椎谷町村、濱忠村、大崎村、大津村、甲田村、上山田村、伊毛村、下山田村、藤懸村、二田村、池浦村、坂田村、油田村、妙法寺村、北野村、內方村、五日市村、十日市村、和田村、鬼玉村、禮拜村、鎌田村、廣田村 |
| 上總國 | 夷灊郡（6村）  | 苅谷村、國府台村、深谷村、八乙女村、行川村、增田村 |
| 上總國 | 埴生郡（3村）  | 石神村、千田村、棚毛村 |
| 上總國 | 市原郡（4村）  | 八幡村、平藏村、小草畑村、米原村 |
| 上總國 | 長柄郡（1村）  | 初柴村 |
| 下總國 | 香取郡（2村）  | 新市場村、米野井村 |
| 武藏國 | 高麗郡（1村）  | 川崎村 |

| 令制國 | 郡     | 領地 |
| ------ | ------ | --- |
| 信濃國 | 水內郡 | 中御所村、問御所村 |
| 信濃國 | 高井郡 | 中條村、大熊村、奧山田村、六川村、清水村、羽場村、中山田村 |
| 越後國 | 苅羽郡 | 大津村、大崎村、甲田村、濱忠村、椎谷町、鎌田村、禮拜村、下山田村、伊毛村、上山田村、藤掛村、池浦村、坂田村、鬼王村、妙法寺村、北野村、內方村、十日市村、五日市村、和田村、舊廣田村 |

## 註解
1. ↑  苅谷現為千葉縣夷隅市苅谷（日语：国吉町）[1]。
2. ↑  八幡現為千葉縣市原市八幡（日语：八幡 (市原市)）[1]。
3. ↑  椎谷現為新潟縣柏崎市椎谷（日语：椎谷町）[3]。
4. ↑  現行對應地名如下[7]：
  - 松島町上屋敷現為東京都中央區日本橋人形町1丁目。
  - 今里村下屋敷現為東京都品川區上大崎2丁目。
5. 1 2 3  刈羽郡在江戶時代被江戶幕府誤稱為沼垂郡（日语：沼垂郡）[3]。
6. ↑  妙法寺村現為柏崎市西山町妙法寺[3]。
7. 1 2 3  《日本歷史地名大系》稱實為入間郡[10]。
8. ↑  直良在八幡設置陣屋的說法僅見於《寬政重修諸家譜》等文獻，另一方面根據《大武鑑》記載，他在寬文9年（1669年）、延寶3年（1675年）和天和3年（1683年）等時期均定居於越後國，元祿年間（1688年至1704年）時也有記載為越後村松，因此有可能根本沒有在八幡設置陣屋。然而，由於堀家在元祿4年（1691年）曾經寄進藏米至飯香岡八幡宮，因此《日本歷史地名大系》推測就算沒有設置陣屋，也至少在八幡設有管轄上總國或市原郡內領地的役所。此外，大久保忠高在同時期也在八幡設有陣屋[10]。
9. ↑  六川現為長野縣上高井郡小布施町都住[12]。

## 外部連結
- . kotobank （日语）.